# Gaspar de Guzmán y Pimentel
Gaspar de Guzmán y Pimentel, més conegut com a comte-duc d'Olivares (Roma, 6 de gener de 1587 - Toro, 22 de juliol de 1645), fou un aristòcrata i polític castellà, privat del rei Felip IV. Durant el regnat de Felip III va ser nomenat sumiller de Corps (1621) i posteriorment caballerizo mayor (1623).

## Orígens
Descendent d'una branca menor de la casa de Medina Sidonia, Gaspar de Guzmán va néixer el 6 de gener de 1587 a l'ambaixada espanyola a Roma, on el seu pare, Enrique de Guzmán, exercia des de 1582 de representant del rei davant de la Santa Seu. La seva mare era María Pimentel de Fonseca, filla del IV comte de Monterrey i va morir en donar-lo a llum.
Atès que va ser el tercer fill en néixer, estava destinat a cursar carrera eclesiàstica, que va iniciar estudiant a la Universitat de Salamanca. Tanmateix, la mort dels seus dos germans grans el va convertir en hereu i el va fer abandonar els estudis per acompanyar el seu pare, el comte d'Olivares, a la cort de Felip III.

## Memorial del comte-duc d'Olivares
La monarquia hispànica no estava centralitzada. Des de la seva unificació, amb els Reis Catòlics, la unitat tenia com a clau de volta la persona del monarca, però els diferents països eren independents els uns dels altres (des de tots els punts de vista: fiscal, militar, monetari, etc.). El programa polític d'Olivares, contingut en el Memorial i que va presentar al rei l'any 1625, considerava que l'autoritat i la reputació de la Monarquia Hispànica s'havia deteriorat i, per tant, proposava un pla de reformes encaminades a reforçar el poder reial i la unitat dels territoris que regnava, amb vista a un millor aprofitament dels recursos al servei de la política exterior, especialment la Unió d'Armes.
| « | La vostra majestat ha de considerar que l'afer més important de la seva monarquia és que esdevingui en realitat i veritablement rei d'Espanya. Vull dir amb això, senyor, que no us acontenteu de ser rei de Portugal, d'Aragó, de València i comte de Barcelona, sinó que treballeu guardant aquest designi secretament al vostre esperit per tal de reduir aquests regnes que componen Espanya a l'estil i a les lleis de Castella, de manera que ja no hi hagi cap diferència, perquè si obteniu aquest resultat sereu el príncep més poderós del món. Aquest afer no es pot posar a punt en un temps limitat, ni és tampoc un projecte que es pugui descobrir a qualsevol, encara que sigui íntim, perquè cal actuar sense avisar. La vostra majestat pot emprendre ella mateixa el projecte, però cal que primerament tingui la bondat de llegir les breus advertències que li faig. En primer lloc, he de justificar la meva apreciació. Que la vostra majestat no dubti que jo desitjo que aconduexi els seus diferents regnes a l'estat més segur i al bé i a l'expansió de la religió cristiana, ja que sé que la present divisió i multiplicitat de lleis i furs afebleix el poder de la vostra majestat i l'entrebanca en la realització d'aquest objectiu tan just i gloriós. (...) Hi ha tres camins que l'ocasió us prepara per tal d'assolir els vostres fins: encara que siguin camins molt diferents, la vostra majestat podrà arribar a unir-los, i, sense que se sàpiga, aquests tres mitjans s'ajudaran l'un a l'altre. El primer, senyor, que és el més difícil de seguir, però també el més segur, consistiria en el fet que la vostra majestat afavorís els súbdits dels vostres altres regnes per tal que vinguessin a viure a Castella i s'hi casessin: cal facilitar-los aquesta via a fi que, veient-se ja naturalitzats castellans i admesos als oficis i dignitats de Castella, oblidin els seus orígens... El segon mitjà seria que la vostra majestat, havent ajuntat un gran exèrcit, així com mariners i soldats entre les gents sense treball, condueixi els regnes a tractar de llur reunificació per via de negociació, unint la força i l'astúcia: la força hi farà molt, però, sense que es vegi gaire, cal mostra-la com per casualitat. La tercera via, que seria una via sense prèvia justificació, però la més eficaç, consistiria en una visita personal de la vostra majestat, acompanyat de la força militar de la qual he parlat, a un dels regnes que s'hagués escollit com a terreny d'experiència: caldria actuar de forma que s'aixequés un gran tumult popular, i amb aquest pretext començar la repressió, i a fi de portar la calma i evitar que recomencin els aldarulls disposar les lleis d'aquest regne de conformitat amb les de Castella per dret de conquesta. Després procediríem de la mateixa manera a tots els altres regnes... Els altres afers dels vostres regnes, senyor, es redueixen a tenir cura de la justícia, bona administració i capteniment dels vassalls sota la permanent dependència de la vostra majestat. Cal fer executar sense rèpliques les ordres de vostra majestat en els seus regnes i vetllar per tal que no hi hagi cap dispensa de càstig per als desobedients, de manera que la lliçó pugui servir als mateixos que l'apliquen. | » |

El 1640 el seu memorial de mentalitat absolutista va acabar provocant la revolta de Catalunya, amb la guerra dels Segadors, i la de Portugal.

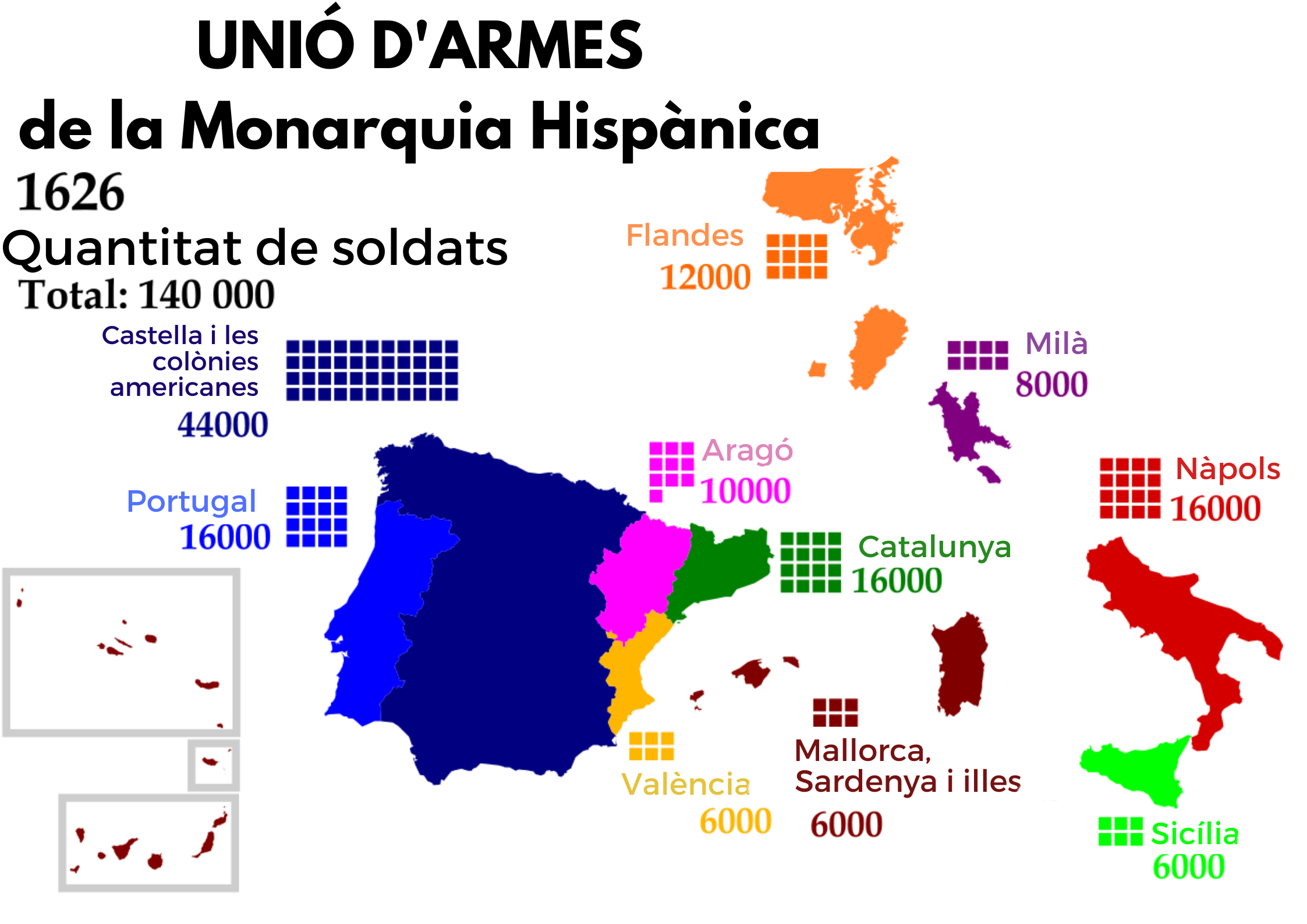
Unió d'Armes del comte-duc d'Olivares 1626

## Obra de govern
En el camp econòmic, va establir la Junta Grande de Reformación de la Hacienda, el 1622. A través d'aquesta nova forma de recaptació fiscal proposa la reducció de la despesa no militar, recomana al rei no concedir privilegis relacionats amb la hisenda real i imposa mesures proteccionistes en la importació manufacturera, tenint en compte que la manufactura castellana està baixant per la preferència dels mercats cap a la producció anglesa i francesa. El seu objectiu era alimentar l'economia de la corona i evitar la dependència dels bancs forans, com els genovesos.
Les reformes, no obstant això, es van enfrontar amb l'oposició de les corts i les ciutats, en conseqüència va haver de recórrer a l'endeutament per a sufragar la guerra de Flandes, fins al punt que el 1627 es va haver de decretar la fallida i la crisi va tocar fons. Només la seva habilitat per sortir-se'n en l'ambient cortesà el va mantenir al poder.
Prèviament a la seva caiguda, la victòria d'Hondarribia li va proporcionar un últim moment de glòria, que va ser possible mitjançant recursos extraordinaris que van aprofundir encara més la crisi de la hisenda reial. Precisament aquests recursos provocaren l'aixecament català de la guerra dels Segadors, que al mateix temps va possibilitar que Portugal es pogués separar de la monarquia hispànica. Aquests fets van ser letals per a la carrera política del privat. L'any 1643 és destituït per Felip IV, es retira a Loeches i, posteriorment, a Toro, on morí el 22 de juliol de 1645.

### La propaganda anticatalana durant la Guerra dels Segadors

#### Context històric i objectius
En el context de la Guerra dels Segadors, el Comte-duc d'Olivares va esdevenir el principal impulsor de la propaganda anticatalana, perseguint dos objectius fonamentals:
- Justificar la repressió contra Catalunya, presentant els catalans com a rebels i traïdors per legitimar l'ús de la força militar.
- Reforçar el poder de la monarquia, aprofitant la guerra per centralitzar el poder i reduir l'autonomia de Catalunya.

#### Estratègies i recursos propagandístics
La propaganda anticatalana va utilitzar diversos mecanismes que es poden classificar en tres categories principals:
- Difamació: Difusió sistemàtica de rumors i acusacions falses contra els catalans, presentant-los com a persones violentes, ingrates i poc fiables.
- Caricatures: Creació d'imatges burlesques dels catalans, ridiculitzant els seus costums i la seva cultura.
- Obres literàries: Producció de poemes, cançons i obres de teatre que ridiculitzaven els catalans i exaltaven la figura del rei.

#### La literatura com a "arma"

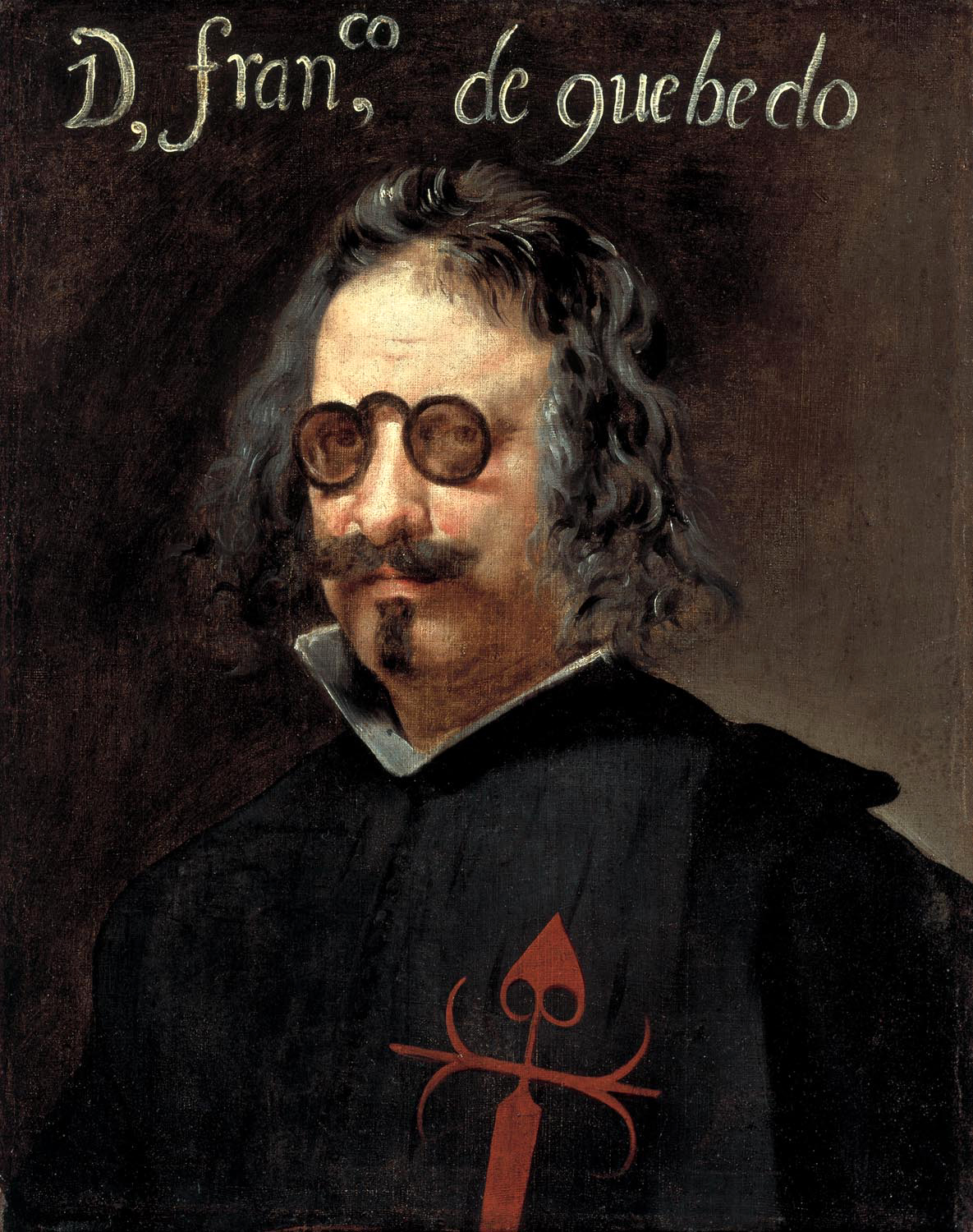
Francisco de Quevedo

La literatura durant aquest període no va ser només un reflex dels esdeveniments, sinó una eina activa per influir en l'opinió pública. Els principals autors que van participar en aquesta campanya van ser:
- Francisco de Quevedo: Principal exponent de la propaganda anticatalana, va utilitzar la seva reconeguda capacitat satírica en obres com "A un catalán" (1641).
- Calderón de la Barca: Va escriure diverses obres de teatre, incloent-hi l'auto sacramental "La rebelión de Cataluña" (1641), que glorificaven la monarquia i presentaven els catalans com a rebels.
- Diego de Saavedra Fajardo: En la seva obra "Idea de un príncipe político cristiano" (1640), va defensar la necessitat de reforçar el poder central i va criticar la desobediència dels catalans.
- Baltasar Gracián: Va abordar el conflicte des d'una perspectiva més filosòfica, reflexionant sobre el poder, la prudència i la necessitat de mantenir la unitat de la monarquia.

#### Impacte i conseqüències
La campanya propagandística va tenir efectes profunds i duradors: Va crear un sentiment anticatalà que va perdurar més enllà del conflicte mateix, va servir per legitimar les mesures repressives adoptades per la monarquia contra Catalunya, i va contribuir a la construcció d'una determinada visió de la identitat nacional espanyola.
Tot i això, cal assenyalar que, malgrat la seva adhesió a la causa monàrquica, molts dels autors esmentats van mantenir una visió crítica de la guerra en si mateixa. Van expressar el seu dolor pel patiment que ocasionava i van manifestar un desig de reconciliació, cosa que suggereix una complexitat en el seu pensament que va més enllà de la simple propaganda.